# Mevaniola
El parque arqueológico de Mevaniola es un yacimiento arqueológico cerca de Galeata, Italia. Plinio el Viejo la incluyó entre las ciudades de Umbría.

## Historia
Se dispone de muy poca información sobre el origen del asentamiento, situado cerca del río Sacco, en una zona rica en agua. Se supone que el asentamiento fue fundado por los umbros, que en la misma época dieron vida a varias otras localidades, como Sarsina. Posteriormente fue ampliada por los romanos: los primeros indicios se remontan a la época republicana.
Mevaniola fue abandonada hacia los siglos IV-V d. C. por razones desconocidas hasta hoy.

## Descripción
Las excavaciones revelaron que el centro se habría desarrollado a lo largo de la calle principal de la ciudad, que descendía por el valle del Bidente; también se encontró un balneum (balneario), del que se recuperaron varios mosaicos y una cisterna para recoger el agua de lluvia.